# Postgeschichte und Briefmarken der Ryūkyū-Inseln

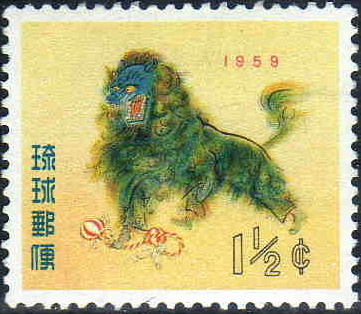
Neujahrsbriefmarke der Ryūkyū-Inseln, 1959

Die Postgeschichte und Briefmarken der Ryūkyū-Inseln wird in diesem Artikel zusammengefasst. Die Ryūkyū-Inseln (jap. 琉球諸島, Ryūkyū-shotō) sind eine japanische Inselkette im West-Pazifik, die ab 1945 lange Zeit unter amerikanischer Kontrolle standen. Sie befinden sich im Ostchinesischen Meer. Die größte der Inseln ist Okinawa.

## Geschichte der Ryūkyū-Inseln
Das Königreich Ryūkyū wurde 1872 vom Japanischen Kaiserreich annektiert, obwohl es seit 1609 Teil des feudalen Satsuma-Lehens in Kyūshū war.
1945, während des Zweiten Weltkriegs, wurden die Inseln vom US-Militär besetzt. Nach Kriegsende wurde 1952 eine Zivilregierung unter amerikanischer Kontrolle, die United States Civil Administration of the Ryukyu Islands (USCAR) eingerichtet. Am 14. Mai 1972, 20 Jahre später, kamen die Inseln wieder zurück unter japanische Kontrolle.

## Briefmarken

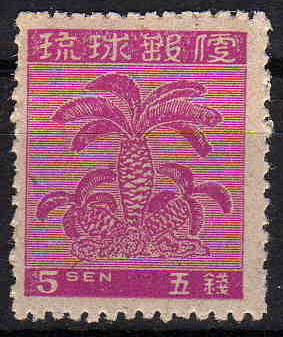
Die erste Ryūkyū-Briefmarke, 5 Sen

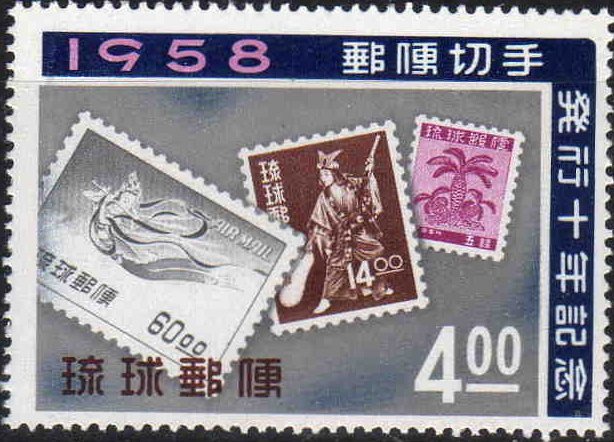
10-jähriges Jubiläum der Ryūkyū-Briefmarken

Insgesamt gibt es etwa 274 Ryūkyū-Briefmarken inklusive ihrer Variationen. Die Briefmarken enthalten zumeist das japanische Wort 琉球郵便 ryūkyū-yūbin (Ryūkyū-Post) in Siegelschrift.
Der Scott-Katalog, der von Briefmarkensammlern auf der ganzen Welt häufig verwendet wird, listet Okinawa-Briefmarken als Teil amerikanischer Briefmarken auf („Ryūkyū-Inseln“ im Inhaltsverzeichnis).
Die erste Dauermarke der Ryūkyū-Inseln wurde am 1. Juli 1948 ausgegeben. Die magenta-farbene Briefmarke hatte einen Wert von 5 Sen (銭) und zeigte für die subtropischen Inseln typische Palmfarne. Drei Jahre später, am 12. Februar 1951 wurde die erste Gedenkmarke ausgegeben.
Die letzte Ryūkyū-Briefmarke war eine Gedenkmarke zu 5 US-Cent, die einen antiken Sakekrug auf blauem Hintergrund zeigte und in Weiß den englischen Schriftzug „Final issue“. Sie wurde am 20. April 1972 ausgegeben und hatte eine Auflage von vier Millionen. Ab dem 3. Juni 1972 waren nach der Wiedereingliederung in den japanischen Nationalstaat nur noch die japanischen Briefmarken gültig.